# To Be with You
To Be with You is een nummer van de Amerikaanse hardrockband Mr. Big. Het is de derde single van hun tweede studioalbum Lean Into It uit 1991.in november dat jaar werd het nummer op single uitgebracht in de VS en Canada. In februari 1992 volgden Europa, Australië,  Nieuw-Zeeland en Japan.

## Achtergrond
Ondanks dat Mr. Big een hardrockband is, is "To Be with You" is een rustig, akoestisch nummer. Zanger Eric Martin schreef het nummer voor zijn ex-vriendin. Toen hij zijn ex-vriendin later een keer weer tegenkwam, wilde Martin het nummer aan haar laten horen. Tot Martins grote teleurstelling keerde zijn vriendin hem al de rug toe nadat hij de eerste twee regels van het nummer gezongen had, omdat ze het helemaal niets vond. Martin werd woedend, en verbrandde het stuk papier waarop hij het nummer geschreven had. Maar tijdens concerten zong Martin het nummer wel als hij dronken was. Een ander bandlid van Mr. Big stelde Martin voor om het nummer eens op te nemen. Martin twijfelt aanvankelijk, maar besluit het eindelijk toch op te nemen. Tegen alle verwachtingen in, scoorde Mr. Big een grote hit met "To Be with You". De plaat haalde in veel landen de nummer 1-positie, zo ook in thuisland de VS, nummer 1 in de Billboard Hot 100. Ook in Canada, Australië, Nieuw-Zeeland, Japan, Duitsland, Oostenrijk, Zwitserland en Scandinavië. In Ierland werd de 2e positie bereikt en in het Verenigd Koninkrijk de 3e positie in de UK Singles Chart.
In Nederland was de plaat op vrijdag 20 maart 1992 Veronica Alarmschijf op Radio 3 en werd een gigantische hit in de destijds twee hitlijsten op de nationale publieke popzender. De plaat bereikte de nummer 1-positie in zowel de Nederlandse Top 40 als de Nationale Top 100.
In België bereikte de plaat eveneens de nummer 1-positie in zowel de voorloper van de Vlaamse Ultratop 50 als de Vlaamse Radio 2 Top 30. In Wallonië werd géén notering behaald.

## Hitnoteringen

### Nederlandse Top 40
| Hitnotering: 28-03-1992 t/m 04-07-1992 | Hitnotering: 28-03-1992 t/m 04-07-1992 | Hitnotering: 28-03-1992 t/m 04-07-1992 | Hitnotering: 28-03-1992 t/m 04-07-1992 | Hitnotering: 28-03-1992 t/m 04-07-1992 | Hitnotering: 28-03-1992 t/m 04-07-1992 | Hitnotering: 28-03-1992 t/m 04-07-1992 | Hitnotering: 28-03-1992 t/m 04-07-1992 | Hitnotering: 28-03-1992 t/m 04-07-1992 | Hitnotering: 28-03-1992 t/m 04-07-1992 | Hitnotering: 28-03-1992 t/m 04-07-1992 | Hitnotering: 28-03-1992 t/m 04-07-1992 | Hitnotering: 28-03-1992 t/m 04-07-1992 | Hitnotering: 28-03-1992 t/m 04-07-1992 | Hitnotering: 28-03-1992 t/m 04-07-1992 | Hitnotering: 28-03-1992 t/m 04-07-1992 | Hitnotering: 28-03-1992 t/m 04-07-1992 |
| Week                                   | 1                                      | 2                                      | 3                                      | 4                                      | 5                                      | 6                                      | 7                                      | 8                                      | 9                                      | 10                                     | 11                                     | 12                                     | 13                                     | 14                                     | 15                                     |                                        |
| -------------------------------------- | -------------------------------------- | -------------------------------------- | -------------------------------------- | -------------------------------------- | -------------------------------------- | -------------------------------------- | -------------------------------------- | -------------------------------------- | -------------------------------------- | -------------------------------------- | -------------------------------------- | -------------------------------------- | -------------------------------------- | -------------------------------------- | -------------------------------------- | -------------------------------------- |
| Nummer                                 | 28                                     | 12                                     | 4                                      | 2                                      | 1                                      | 1                                      | 1                                      | 1                                      | 2                                      | 4                                      | 6                                      | 10                                     | 14                                     | 21                                     | 31                                     | uit                                    |

### Nationale Top 100
| Hitnotering: 21-03-1992 t/m 01-08-1992 | Hitnotering: 21-03-1992 t/m 01-08-1992 | Hitnotering: 21-03-1992 t/m 01-08-1992 | Hitnotering: 21-03-1992 t/m 01-08-1992 | Hitnotering: 21-03-1992 t/m 01-08-1992 | Hitnotering: 21-03-1992 t/m 01-08-1992 | Hitnotering: 21-03-1992 t/m 01-08-1992 | Hitnotering: 21-03-1992 t/m 01-08-1992 | Hitnotering: 21-03-1992 t/m 01-08-1992 | Hitnotering: 21-03-1992 t/m 01-08-1992 | Hitnotering: 21-03-1992 t/m 01-08-1992 | Hitnotering: 21-03-1992 t/m 01-08-1992 | Hitnotering: 21-03-1992 t/m 01-08-1992 | Hitnotering: 21-03-1992 t/m 01-08-1992 | Hitnotering: 21-03-1992 t/m 01-08-1992 | Hitnotering: 21-03-1992 t/m 01-08-1992 | Hitnotering: 21-03-1992 t/m 01-08-1992 | Hitnotering: 21-03-1992 t/m 01-08-1992 | Hitnotering: 21-03-1992 t/m 01-08-1992 | Hitnotering: 21-03-1992 t/m 01-08-1992 | Hitnotering: 21-03-1992 t/m 01-08-1992 | Hitnotering: 21-03-1992 t/m 01-08-1992 |
| Week                                   | 1                                      | 2                                      | 3                                      | 4                                      | 5                                      | 6                                      | 7                                      | 8                                      | 9                                      | 10                                     | 11                                     | 12                                     | 13                                     | 14                                     | 15                                     | 16                                     | 17                                     | 18                                     | 19                                     | 20                                     |                                        |
| -------------------------------------- | -------------------------------------- | -------------------------------------- | -------------------------------------- | -------------------------------------- | -------------------------------------- | -------------------------------------- | -------------------------------------- | -------------------------------------- | -------------------------------------- | -------------------------------------- | -------------------------------------- | -------------------------------------- | -------------------------------------- | -------------------------------------- | -------------------------------------- | -------------------------------------- | -------------------------------------- | -------------------------------------- | -------------------------------------- | -------------------------------------- | -------------------------------------- |
| Nummer                                 | 91                                     | 45                                     | 17                                     | 27                                     | 2                                      | 1                                      | 1                                      | 2                                      | 2                                      | 2                                      | 4                                      | 6                                      | 7                                      | 9                                      | 15                                     | 22                                     | 29                                     | 41                                     | 83                                     | 98                                     | uit                                    |

### NPO Radio 2 Top 2000
| Nummer met noteringen in de NPO Radio 2 Top 2000 | '02  | '03  | '04  |
| ------------------------------------------------ | ---- | ---- | ---- |
| To Be with You                                   | 1575 | 1935 | 1593 |

1. ↑  Een vetgedrukt getal geeft de hoogste notering aan.
2. ↑  2002 was het eerste jaar met een notering voor dit nummer.
3. ↑  Deze tabel is bijgewerkt tot en met de meest recente editie (2024).